# アンドレアス・ヴォイケ
アンドレアス・ヴォイケ（ドイツ語: Andreas Woyke、1966年4月28日 - ）は、ドイツ・ジーゲン出身、オーストリア・グラーツ在住のクラシックピアニスト、ジャズピアニスト、作曲家である。

## 略歴
3歳でジーゲン音楽学校にてピアノを始めたアンドレアス・ヴォイケは、17歳でケルン音楽舞踊大学のJungstudentとして、Pavel Gililovに師事した。1985年から1990年ケルンにてピアノを学び、最優秀の成績で卒業をした。1993年までさらにケルンで勉強を続け、1991年から1996年までウィーン国立音楽大学にてゲストスチューデントとしてRudolf Kehrerの下で学んだ。Siegfried Fiedler、Pàl Molnar、Aldo Antognazzi、Julio Largachaにも師事した。
1995年には、ウィーン・フォルクスオーパーにてコレペティトア、グラーツ国立音楽大学にて非常勤講師を務めた。1998年からはグラーツ国立音楽大学正規講師として、ピアノと室内楽を教えながら、コンサートピアニスト、室内楽奏者、ジャズピアニスト、作曲家として枠にとどまらない幅広い音楽活動を行っている。また、ヨーロッパ、北米、南米及びアジア等世界各地でマスタークラスを定期的に行っている。

## コンサート活動
世界各地のコンサートホールで演奏活動を行っている。今まで共演した演奏家も多数いる。

### 主な演奏ホール
- タウンホール（ニューヨーク）
- ジョン・F・ケネディ・センター（ワシントンD.C.）
- サーラ・サンパウロ（英語版）（ブラジル）
- ウィーン楽友協会（ウィーン）
- コンツェルトハウス（ウィーン）
- ガスタイク（ミュンヘン）
- フィルハーモニーホール（ドイツ語版）（ケルン）
- トーンハレ（ドイツ語版）（デュッセルドルフ）
- ベートーヴェン・ハウス（ボン）
- ラジオハウス（スウェーデン語版）（ストックホルム）
- チャイコフスキー・コンセルヴァトリウム（モスクワ）
- ブカレスト放送大ホール（ルーマニア）
- プレトリア南アフリカ共和国劇場（南アフリカ共和国）
- 上海東方芸術センター（中国）

### 主な共演者
指揮者
- ジョアン・カルロス・マルティンス
- 大野和士
- Gérard Korsten（ドイツ語版）
- Heribert Beissel（ドイツ語版）
- Pàl Molnar
- Rolf Agop（ドイツ語版）
- Volker Wangenheim（ドイツ語版）

演奏家
- Christa Ludwig
- Julia Stemberger
- Cornelius Obonya
- Mercedes Echerer[3]
- Michael Krüger[1]

## アンドレアス・ヴォイケの音楽
アンドレアス・ヴォイケは、コンサートやCD録音でジャンルの枠を超えた音楽を演奏している。
ソロCDでは、J.S.バッハやフレデリック・ショパンのピアノ曲をジャズからインスピレーションを受けて作曲した自作曲と絡ませている。即興演奏で、画家との共演、サイレント映画の伴奏も行っている。また、ロック、ジャズ・ロック、ファンク、ソウルミュージック、エスノミュージック、ハウスミュージックのような音楽をクラッシック音楽やルネッサンス音楽と対峙させることもよく行う。
2003年からはオーストリア人チェリストフリードリヒ・クラインハプルとデュオを組み、世界各地でコンサートを行っている。またArs ProduktionにてCDもリリースしており、Pasticcio-Preis (ORF) やExcellentia Award等受賞している。
2018年リリースソロCD「Festas Suramericanas」でSupersonic Award受賞。またICMAにノミネートされた。
2003年にフュージョン・ジャズバンドD'yambaを結成。

## コンクール受賞歴等
- 国際ピアノコンクール（ドイツ語版）（1987年 ブレーメン） 1位
- Carlo Zecchi国際ピアノコンクール（1988年 ローマ） 5位
- Johannes Brahms国際ピアノコンクール（1992年 ハンブルク） 1位[8]
- 20世紀ピアノ音楽国際コンクール（Austro Mechana)（1994年 ウィーン） 1位[8]
- J.S.Bach国際ピアノコンクール（1995年 ザールブリュッケン） 3位
- UNISA-Transnet 国際ピアノコンクール（1996年 プレトリア） 2位[8] & Marc Raubenheimer Memorial 賞（最優秀リサイタル）（1996年 プレトリア）
- L.Knezkova-Hussey国際ピアノコンクール（1996年 バサースト／カナダ） 1位
- チャイコフスキー国際コンクール セミファイナリスト（1990年 モスクワ）
- ヴァン・クライバーン国際ピアノコンクール クォーターファイナリスト（1993年 フォートワース／テキサス）
- ドイツフォルクス学術財団（ドイツ語版）奨学生（1988 - 1992年）

## CD
レーベル：Ars Produktion
- セザール・フランクセル＆ゲイ・ラフマニノフ ソナタ集 (2007年)　フリードリヒ・クラインハプル（チェロ）／アンドレアス・ヴォイケ（ピアノ）
- ブラームス ソナタ・歌曲集 (2008年) フリードリヒ・クラインハプル（チェロ）／アンドレアス・ヴォイケ（ピアノ）
- フランツ・シューベルト＆アルフレート・シュニトケ ソナタ・歌曲集 (2008年) フリードリヒ・クラインハプル（チェロ）／アンドレアス・ヴォイケ（ピアノ）
- ショスタコーヴィチ ソナタ集　(2008年)　フリードリヒ・クラインハプル（チェロ）／アンドレアス・ヴォイケ（ピアノ）
- ルートヴィヒ・ヴァン・ベートーヴェン ソナタ集 (2009年)　フリードリヒ・クラインハプル（チェロ）／アンドレアス・ヴォイケ（ピアノ）
- 「ブレイディング・バッハ」　J.S.バッハ＆アンドレアス・ヴォイケのピアノ曲集　(2010年) アンドレアス・ヴォイケ（ピアノ）
- ルートヴィヒ・ヴァン・ベートーヴェン ソナタ集Ⅱ (2010年)　フリードリヒ・クラインハプル（チェロ）／アンドレアス・ヴォイケ（ピアノ）
- パシオン・タンゴ (2014年) フリードリヒ・クラインハプル（チェロ）／アンドレアス・ヴォイケ（ピアノ）[11][12]
- フェリックス・メンデルスゾーン ソナタ・歌曲集　(2015年)　フリードリヒ・クラインハプル（チェロ）／アンドレアス・ヴォイケ（ピアノ）[11]
- 「ブレイディング・ショパン」 フレデリック・ショパン＆アンドレアス・ヴォイケのピアノ曲集 (2018年) アンドレアス・ヴォイケ（ピアノ）[13][14][15]
- 「フェスタス・スーアメリカナーズ」 エイトル・ヴィラ＝ロボス＆アルベルト・ヒナステラ曲集 (2018年) アンドレアス・ヴォイケ（ピアノ）[5][13][16][17]